# João Bruto da Costa
João Luís Bruto da Costa Machado da Costa (Santarém, 30 de Abril de 1969) é um advogado português.

## Família
Filho de Raul Machado da Costa (Santa Cruz da Graciosa, Santa Cruz da Graciosa, 17 de Dezembro de 1934) e de sua primeira mulher Maria Margarida Ferreira Bruto da Costa (14 de Agosto de 1940), prima-irmã de Alfredo Bruto da Costa, de ascendência Goesa católica.

## Biografia
É Licenciado em Direito pela Faculdade de Direito da Universidade Internacional de Lisboa (1994). Fez estágio de advocacia em Ponta Delgada (Açores) entre 1994 e 1996 com o Advogado Vítor Borges da Ponte.
Em Agosto de 1996 é nomeado substituto do Delegado do Procurador da República na Comarca de Santa Cruz das Flores (Açores) tendo transitado para a Comarca de Santa Cruz da Graciosa (Açores) onde permanece como substituto do Procurador-Adjunto da República até Setembro de 2002. Nesse mesmo ano regressa à actividade de Advogado.
No ano de 2006 integra a missão das Nações Unidas em Timor-Leste onde exerce as funções de Legal Adviser e Secretário Geral da Procuradoria Geral da República de Timor-Leste. Foi também representante da Procuradoria Geral da República de Timor-Leste na Comissão Nacional de Eleições de Timor-Leste e na Comissão Nacional dos Direitos das Crianças de Timor-Leste.
Militante do PSD foi eleito Presidente da Comissão Política da Ilha Graciosa do PSD para os biénios 2007-2009, 2009-2011 e 2011-2013.
Em 2008 é eleito Deputado na Assembleia Legislativa da Região Autónoma dos Açores.

## Casamento e descendência
Casado a 24 de Julho de 1999 com Rute Zídia Palma da Silva (24 de Julho de 1999), é pai de duas filhas: Mafalda (2000) e Maria (2004) da Silva Machado da Costa.